# Phalloniscus monodi
Phalloniscus monodi är en kräftdjursart som beskrevs av Bowley 1935. Phalloniscus monodi ingår i släktet Phalloniscus och familjen Dubioniscidae. Inga underarter finns listade i Catalogue of Life.